# Acronychia goniocarpa
Acronychia goniocarpa là một loài thực vật có hoa trong họ Cửu lý hương. Loài này được Merr. & L.M.Perry mô tả khoa học đầu tiên năm 1941.